# Cowles Art School
Pour les articles homonymes, voir Cowles.
Cowles Art School (aussi Cowles School of Art) est un immeuble de studios situé au 148 Dartmouth Street, à Boston (Massachusetts), aux États-Unis, qui a été créé en 1883 et a fonctionné jusqu'en 1900. C'était l'une des plus grandes écoles d'art de la ville, comptant plusieurs centaines d'étudiants.

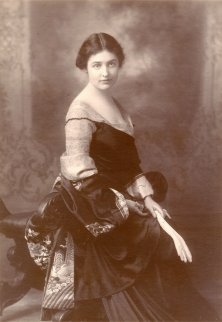
L'artiste peintre Elizabeth Okie Paxton (1877-1971), qui a étudié à la Cowles Art School.

Cowles Art School offrait notamment des cours de dessin et de peinture, d'anatomie artistique, de perspective et de composition, de peinture de nature morte.

## Étudiants et professeurs notables
- Elizabeth Gowdy Baker
- Ethel Isadore Brown
- Dennis Miller Bunker (1885–1889)
- Emil Carlsen
- Lucia Fairchild Fuller
- John Wilson (sculpteur)
- Abbott Fuller Graves (1885–1887)
- Childe Hassam
- Ethel Reed
- William McGregor Paxton
- Lilla Cabot Perry
- William Cotton
- Elizabeth Okie Paxton
- W. Herbert Dunton
- George Elmer Browne
- Sarah Choate Sears
- Henry Brown Fuller
- Angel De Cora
- Robert Vonnoh
- Thomas Rogers Kimball
- Amy Maria Sacker